# 宝正
宝正（926年—931年）或作寶貞、保貞，是吴越太祖錢鏐的年号，共计6年。这也是吴越政权所使用的自己改元的年号之一，其后还有广初、正明年号，未详何时。

## 文獻出處
- 《水月寺幢》：寶正元年丙戌十月，具位錢镠建。[3]
- 《招賢寺幢》：丁亥寶正二年。[3]
- 貢院前橋柱：寶正六年歲在辛卯造。[3]
- 寶石山制書：寶正六年，歲在辛卯。[3]

## 纪年
| 宝正 | 元年  | 二年  | 三年  | 四年  | 五年  | 六年  |
| ---- | ----- | ----- | ----- | ----- | ----- | ----- |
| 公元 | 926年 | 927年 | 928年 | 929年 | 930年 | 931年 |
| 干支 | 丙戌  | 丁亥  | 戊子  | 己丑  | 庚寅  | 辛卯  |

## 同期存在的其他政权年号
- 中國
  - 同光（923年－926年）：後唐—李存勗之年號
  - 天成（926年－930年）：後唐—李嗣源之年號
  - 長興（930年－933年）：後唐—李嗣源之年號
  - 順義（921年－927年）：吳—楊溥之年號
  - 乾貞（927年－929年）：吳—楊溥之年號
  - 大和（929年－935年）：吳—楊溥之年號
  - 白龍（925年－928年）：南漢—劉龑之年號
  - 大有（928年－942年）：南漢—劉龑之年號
  - 初曆（925年－926年）：大長和—鄭仁旻之年號
  - 天應（927年－928年）：大長和—鄭隆亶之年號
  - 尊聖（928年－929年）：大天興—趙善政之年號
  - 興聖（929年－930年）：大義寧—楊干真之年號
  - 大明（931年－937年）：大義寧—楊干真之年號
  - 天贊（922年－926年）：契丹—耶律阿保機之年號
  - 天顯（926年－938年）：契丹—耶律阿保機、耶律德光之年號
  - 甘露（926年－936年）：東丹—耶律倍之年號
  - 同慶（912年－966年）：于闐—尉遲烏僧波之年號
- 朝鮮半島
  - 天授（918年－933年）：高麗—高麗太祖王建之年號
- 日本平安時代
  - 延長（923年－931年）：醍醐天皇之年號
  - 承平（931年－938年）：朱雀天皇之年號

## 深入閱讀
- 李崇智. . 北京: 中華書局. 2004年12月. ISBN 7101025129.
- 鄧洪波. . 臺北: 國立臺灣大學東亞經典與文化研究計劃. 2005年3月  [2022-01-03]. ISBN 9789860005189. （原始内容 (pdf)存档于2007-08-25）.

| 前一年號： 宝大 | 吴越年号 926年－931年 | 下一年號： 长兴 |